# Balatonkenese
Balatonkenese é uma cidade da Hungria, situada no condado de Veszprém. Tem 44,18 km² de área e sua população em 2019 foi estimada em 2.576 habitantes.